# محمد البدوي (مخرج)
محمد البدوي (بالإسبانية: Mohamed El Badaoui) المعروف أيضًا باسم إلياس (من مواليد 10 سبتمبر 1979 بالحسيمة) هو ممثل ومخرج ومنتج وكاتب سيناريو مغربي.

## السيرة الشخصية
نشأ وترعرع محمد البدوي  بمدينة الحسيمة وتحديداً في قرية أمازبغية شمال ريف المغرب تسمى بوكيدان توفي والده وهو في السادسة من العمر، فقضى طفولته رفقة عائلته،  وبعد أن عاش سنوات عديدة في أوروبا، قرر في عام 2012 العودة إلى مسقط رأسه، حيث قام بتصوير أول فيلم مطول له.

## روابط خارجية
- محمد البدوي على موقع IMDb (الإنجليزية)
- محمد البدوي على موقع قاعدة بيانات الفيلم (الإنجليزية)